# قانون طبیعت
حقوق طبیعی یا یوس ناتوراله (به لاتین: ius naturale) به معنی حقوق طبیعی؛ واژه‌ای است که در منابع حقوقی رومی به کار گرفته شده‌است ولی نباید آن را با حقوق طبیعی به معنای مدرن تر، یعنی قواعد حقوقی که از عقل گرفته می‌شوند، اشتباه گرفت؛ بلکه حقوقی است که به همهٔ جانداران تعلق می‌گیرد. این مفهوم در دوره جمهوری روم ناشناخته بود و برای حقوق دان‌های دوران بعد مانند الپین هم همراه با نظامی سازمان یافته از قواعد حقوقی محسوب نمی‌شد.